# Sonate voor hobo en piano
Sonate voor hobo en piano is een variant van de sonate binnen de klassieke muziek bestemd voor hobo en piano. Het repertoire binnen het genre hobosonate is daarbij aanmerkelijk kleiner in vergelijking met sonates voor andere combinaties.
Omschreven zijn:
- Sonate voor hobo en piano (Aho) van Kalevi Aho
- Sonate voor hobo en piano (Poulenc) van Francis Poulenc

Er zijn er ook van (eveneens allen met pianosamenspel):
- Henri Dutilleux
- York Bowen
- Grazyna Bacewicz
- Gaetano Donizetti
- Trygve Madsen
- Rudolf Koumans
- Augustin Kubizek
- Peter Jona Korn